# آلفين هوكينز
آلفين هوكينز (بالإنجليزية: Alvin Hawkins)‏ هو محامي وقاضي أمريكي، ولد في 2 ديسمبر 1821 في مقاطعة باث في الولايات المتحدة، وتوفي في 27 أبريل 1905 في هانتينغدون في الولايات المتحدة.